# Loxaspilates montuosa
Loxaspilates montuosa är en fjärilsart som beskrevs av Inoue 1983. Loxaspilates montuosa ingår i släktet Loxaspilates och familjen mätare. Inga underarter finns listade i Catalogue of Life.

## Bildgalleri

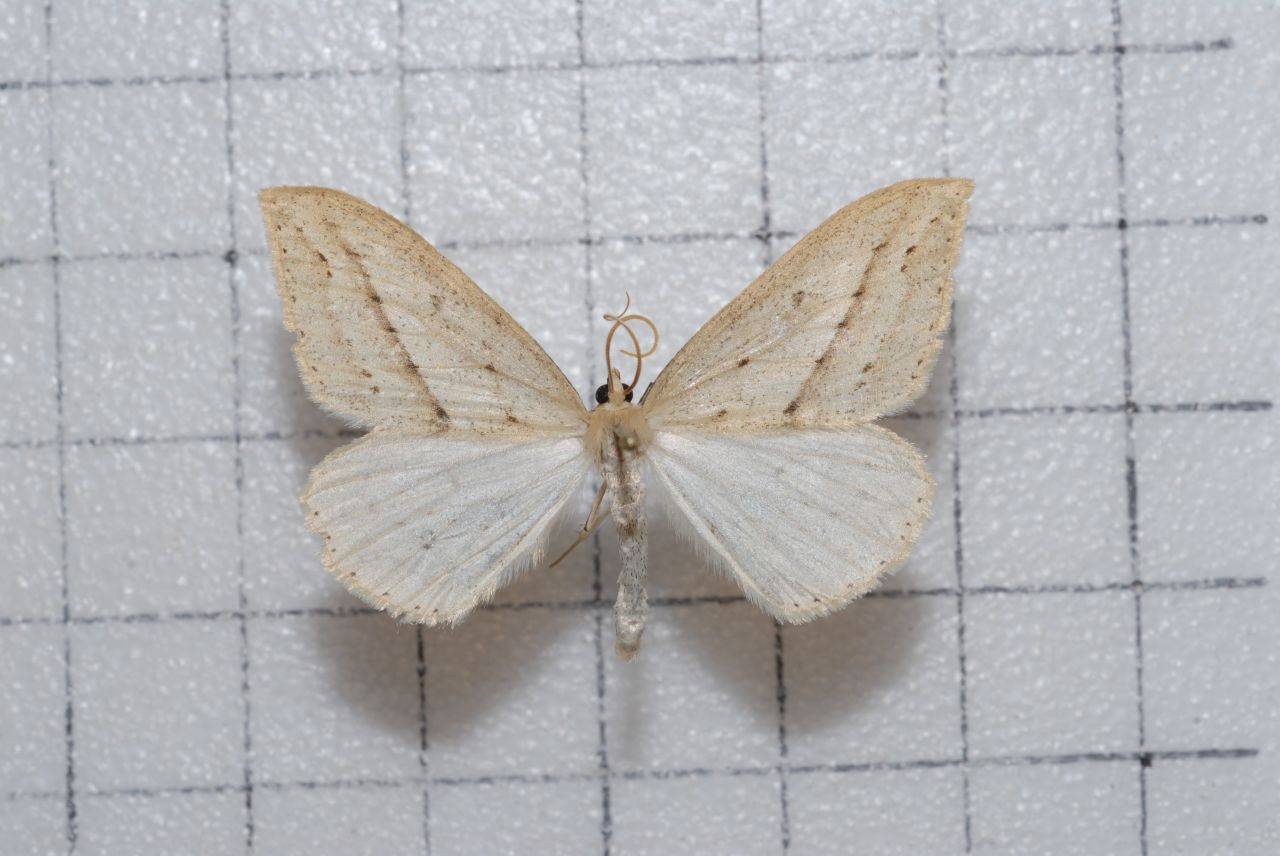
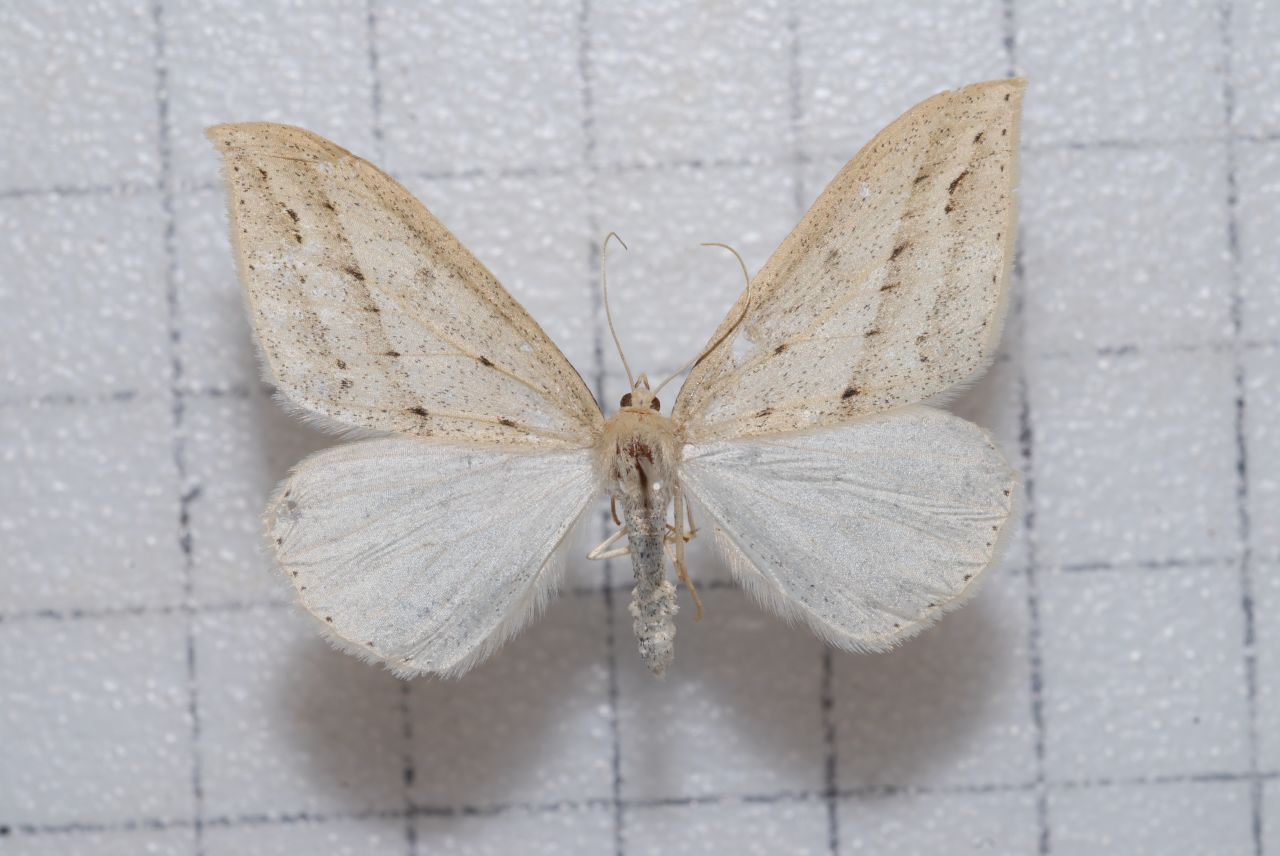
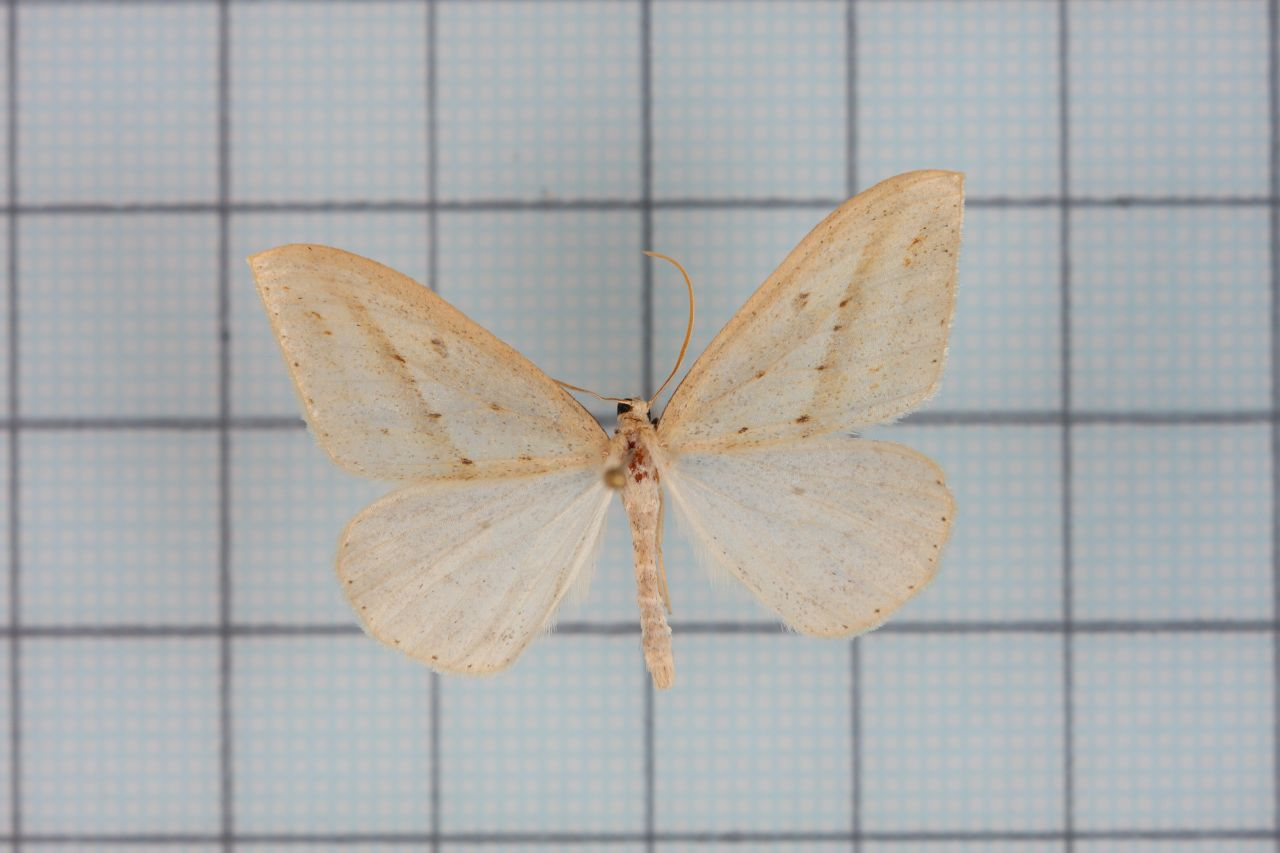